# Maurice Constantin-Weyer
Maurice Constantin-Weyer (n. 24 aprilie 1881, Bourbonne-les-Bains, Champagne-Ardenne, Franța – d. 22 octombrie 1964, Vichy, Auvergne, Franța) a fost un scriitor francez care a câștigat Premiul Goncourt în 1928 pentru romanul Un homme se penche sur son passé.

## Biografie
Romancier, biograf și eseist, Constantin-Weyer a trăit zece ani în Canada (Manitoba) între 1904 și 1914, iar această perioadă aventuroasă a hrănit o mare parte din opera sa ulterioară scrisă în Franța între 1920 și 1950. Maurice Constantin-Weyer a fost un scriitor de succes, cel mai bun cunoscut pentru romanele sale de aventură: cel mai emblematic este Un homme se penche sur son passé, cu care a câștigat Premiul Goncourt în 1928 și a cărui acțiune se desfășoară în zone mari din prerie și în nordul Canadei la începutul secolului al XX-lea.
S-a întors în Franța în 1914 pentru a lupta în Primul Război Mondial, în timpul căruia a fost deseori rănit și decorat. După război a devenit jurnalist și a publicat romane și biografii în Franța.
Numele său de familie original era doar „Constantin”; a adăugat numele celei de-a doua soții în 1920 și a semnat toate lucrările sale Maurice Constantin-Weyer.

## Opera
- Les Images, 1902
- Vers l’Ouest, 1921
- La Bourrasque, 1925
- Manitoba, 1927
- Cinq éclats de silex, 1927
- Cavelier de La Salle, 1927
- Un homme se penche sur son passé, 1928
- Clairière. Récits du Canada, 1929
- Morvan, 1929
- Shakespeare, 1929
- P.C. de compagnie, 1930
- La Salamandre, 1930
- La Vie du général Yusuf, 1930
- Champlain, 1931
- Du sang sur la neige, 1931
- Napoléon, 1931
- Drapeau rouge, 1931
- L’Âme du vin, 1932
- Les Secrets d’une maîtresse de maison, 1932
- Source de joie, 1932
- Mon gai royaume de Provence, 1933
- Une corde sur l’abîme, 1933
- Vichy ville du charme, 1933
- Un sourire dans la tempête, 1934
- Le Voyage de Leif L’Heureux, 1934
- La Croisière du jour sans fin, 1935
- Le Flâneur sous la tente, 1935
- La Demoiselle de la mort, 1936
- La Loi du nord ou Telle qu’elle était en son vivant, 1936
- Les compagnons de la houle, 1936
- Aime une ombre..., 1937
- La Marchande de mort, 1938
- La Nuit de Magdalena, 1938
- Les Tombes-d’amour, 1938
- Le moulinet à tambour fixe, 1938
- Autour de l’épopée canadienne, 1940
- L’Équipe sans nom, 1940
- L’Officier de troupe, 1940
- La Chasse au brochet, 1941
- Le Cheval de prise, 1941
- Le Maître de la route, 1941
- La Vérendrye, 1941
- L’Aventure vécue de Dumas père, 1944
- L’Âme allemande, 1945
- Le grand Will. Drame historique en 3 actes, 1945
- Le Bar de San Miguel, 1946
- La Chanson d’Ingrid, 1946
- La Fille du soleil, 1946
- Sous le signe du vampire, 1947
- Vichy et son histoire, des origines à nos jours, 1947
- Pronunciamiento, 1948
- Dans les pas du naturaliste, 1950
- Naundorff ou Louis XVII?, 1950
- La Vie privée des poissons, 1954
- Les Tragiques Amours de Blanca, 1958
- Avec plus ou moins de rire, nouvelles, posthume 1986